# Salanx reevesii
Salanx reevesii är en fiskart som först beskrevs av Gray, 1831.  Salanx reevesii ingår i släktet Salanx och familjen Salangidae. IUCN kategoriserar arten globalt som otillräckligt studerad. Inga underarter finns listade i Catalogue of Life.